# Алтан ураг
А́лтан у́раг (монг. Алтан ураг, «Золотой род») — монгольская фолк-рок-группа, образованная в 2002 году. Сочетает монгольскую традиционную музыку с современными тенденциями в рок-музыке.
Все участники группы получили музыкальное образование на традиционных монгольских инструментах, играют на моринхуре, их-хуре, бишгууре и ёчине, используют в вокале элементы горлового пения и протяжной песни.
Музыка «Алтан урага» была использована в фильмах «Хадак» (2006) и «Монгол» (2007), в телесериале «Марко Поло» (2014).

## Альбомы
- Унага төрөв (2004)
- Made in Altan Urag (2006)
- Hypnotism (2008)
- Blood (2009)
- Nation (2010)
- Once Upon a Time in Mongolia (2010)
- Mongol (2010)

## Участники
- Б. Эрдэнэбат (Эрка) — ёчин, фортепиано
- М. Чимэдтогтох (Чимдэ) — дудка, горловое пение
- Ц. Гангаа (Ганга) — их-хуур
- П. Оюунбилэг (Оюна) — моринхур
- Б. Болортунгалаг (Тунга) — барабаны, перкуссия
- Б. Бурэнтугс — моринхур, горловое пение

## Примечание
1. ↑  "ALTAN URAG" FOLK ROCK BAND - BIOGRAPHY. Дата обращения: 21 января 2011. Архивировано 22 июля 2012 года.
2. ↑  Altan Urag Filmography. New York Times. Дата обращения: 21 января 2010. Архивировано 26 октября 2012 года.